# Lista över Moçambiques statsöverhuvuden

Presidentens flagga.

Detta är en lista över Moçambiques statsöverhuvuden.

## Presidents of Mozambique (1975–Present)
(Dates in italics indicate de facto continuation of office)
| N  | Portrait | Name                        | Took office     | Left office     | Elected   | Political party |
| -- | -------- | --------------------------- | --------------- | --------------- | --------- | --------------- |
| 1  |          | Samora Moisés Machel        | 25 June 1975    | 19 October 1986 | 1973 1977 | FRELIMO         |
| 2  |          | Marcelino dos Santos        | 19 October 1986 | 22 October 1986 |           | FRELIMO         |
| 3  |          | Joaquim Chissano            | 22 October 1986 | 24 October 1986 | 1986      | FRELIMO         |
| 4  |          | Alberto Chipande            | 24 October 1986 | 26October 1986  |           | FRELIMO         |
| 5  |          | Armando Guebuza             | 26 October 1986 | 1 November 1986 |           | FRELIMO         |
| 6  |          | Jorge Rebelo                | 1 November 1986 | 2 November 1986 |           | FRELIMO         |
| 7  |          | Mariano de Araújo Matsinhe  | 2 November 1986 | 3 November 1986 |           | FRELIMO         |
| 8  |          | Sebastião Marcos Mabote     | 3November 1986  | 4 November 1986 |           | FRELIMO         |
| 9  |          | Jacinto Soares Veloso       | 4 November 1986 | 4 November 1986 |           | FRELIMO         |
| 10 |          | Mário da Graça Machungo     | 4 November 1986 | 5 November 1986 |           | FRELIMO         |
| 11 |          | José Óscar Monteiro         | 5 November 1986 | 6 November 1986 |           | FRELIMO         |
| 3  |          | Joaquim Chissano, President | 6 November 1986 | 2 February 2005 | 1994 1999 | FRELIMO         |
| 5  |          | Armando Guebuza, President  | 2 February 2005 | 15 January 2015 | 2004 2009 | FRELIMO         |
| 12 |          | Filipe Nyusi, President     | 15 January 2015 | Present         | 2014 2019 | FRELIMO         |

### Affiliations
| Name                 | Took office     | Left office     |
| -------------------- | --------------- | --------------- |
| Samora Machel        | 1977            | 1986            |
| Marcelino dos Santos | 1986            | 1994            |
| Eduardo Mulémbwè     | 1994            | 2009            |
| Verónica Macamo      | 12 January 2010 | 13 January 2020 |
| Esperança Bias       | 13 January 2020 | Incumbent       |